# Falkenhain (Lossatal)
Falkenhain – miejscowość-dzielnica gminy Lossatal w Niemczech, położona na terenie kraju związkowego Saksonia, w okręgu administracyjnym Lipsk, w powiecie Lipsk. Do 31 grudnia 2011 była to samodzielna gmina.
Miejscowość składa się z dziewięciu osiedli:
- Dornreichenbach
- Frauwalde Grove
- Heyda
- Körlitz
- Kühnitzsch
- Mark Schönstädt
- Meltewitz
- Thammenhain
- Voigtshain